# Притания
Притани́я (др.-греч. πρῠτᾰνείᾱ — председательство) — постоянно действующий орган Буле (государственного совета) в Древнеафинском государстве. 500 членов афинского совета избирали по жребию сроком на 1 месяц в качестве пританов 50 булевтов одной из 10 фил для исполнения текущих обязанностей. Притания созывала и вела экклесию, готовила заключения, вела переговоры, подсчитывала суточные, принимала послов. После отчётного доклада пританию принимала на себя следующая фила, так что в течение 10 месяцев афинского календарного года каждая фила исполняла пританию на протяжении одного месяца. Остальные 450 булевтов заседали в булевтерии (совете) по мере надобности.

## Пританы
Прита́н (греч. πρύτανις, «правитель») — в Древней Греции (Афины) член государственного совета из 50 избиравшихся (по 5 от каждой филы) граждан, которые правили в течение 1/10 года в буле и экклесии (народном собрании). Реже употреблялось слово пританей, которое применялось как для отдельного притана, так и для совета в целом. Из них жребием избирался главный председатель (эпистат), 9 председателей (проэдров) и 1 секретарь. В некоторых городах-государствах Древней Греции притан — титул верховного правителя, царя.
В древних Афинах пританы заседали в Пританее, Булевтерии и Толосе на агоре. Там же часть из них дежурила и питалась днем и ночью в полном вооружении (Фукидид) на случай внезапных событий.